# L'Amour à l'épreuve (téléfilm)
Pour les articles homonymes, voir L'Amour à l'épreuve.
Pour plus de détails, voir Fiche technique et Distribution.
L'Amour à l'épreuve (Emilie Richards - Fûr immer Neuseeland) est un téléfilm allemand réalisé par Michael Keusch et diffusé en 2010. Il s'agit de l'adaptation du roman Aloha Always d'Emilie Richards.

## Fiche technique
- Titre original : Emilie Richards - Fûr immer Neuseeland
- Scénario : Barbara Engelke, Emilie Richards
- Durée : 90 minutes
- Pays :  Allemagne

## Distribution
- Sophie Schütt : Tina Fielding
- Daniel Morgenroth : Nicholas Chandler / Colin Channing
- Arlen James : Robin
- Molly Leishman : Lissy
- Bettina Kupfer : Debbie
- Hansa Czypionka : Jim
- Paul Gittins : Père de Nicholas Chandler
- Tainui Tukiwaho : Brandon
- Owen Black : Spencer
- Danielle Cormack : Catherine
- Mia Pistorius : Sherry Chandler

## Critiques
Selon le chroniqueur du site des programmes de télévision de SFR, il s'agit d'une « adaptation convaincante d'un roman d'Emilie Richards. ».